# Alchemilla plicatula
Alchemilla plicatula är en rosväxtart som beskrevs av Michel Gandoger. Alchemilla plicatula ingår i släktet daggkåpor, och familjen rosväxter. Inga underarter finns listade i Catalogue of Life.